# Maisrost
Der Maisrost  (Puccinia sorghi, Syn.: P. mayidis) ist ein Pilz aus der Familie der Rostpilze (Pucciniales). In Mitteleuropa ist er ein wichtiger Schädling des Mais.

## Schaden

### Schadbild
In Herdgebieten ab Mitte Juni, außerhalb meist erst im August 1 Millimeter große, aufbrechende Pusteln mit rostbraunem Uredosporenpulver. Zunächst auf mittleren und unteren Blättern, später auf allen oberirdischen Pflanzenteilen. Gegen die Reife hin schwarze, aufbrechende Pusteln mit Teliosporen. Auf der Blattunterseite der Zwischenwirte im Juni schwefel- bis orangegelbe, becherförmige Sporenlager (Äzidien).

### Bedeutung
Maisrost tritt in allen Anbaugebieten auf, verursacht jedoch nur in wärmeren Regionen, z. B. Rheintal und im Tessin (CH), Ertragsausfälle bis zu 10 %, in der Saatmaisproduktion oft noch mehr.

## Biologie
Wirtspflanzen: Mais; Zwischenwirte sind Sauerkleearten wie Aufrechter Sauerklee oder Horn-Sauerklee.

### Lebenszyklus
Der Pilz überwintert nur mit Teleutosporen und ist obligat wirtswechselnd. Gegen Ende Mai werden die Zwischenwirte befallen, von denen aus nach 2 Wochen die Aecidiosporen erste Infektionen auf Mais auslösen. Die sodann gebildeten Uredosporen können den Mais windbürtig direkt wieder infizieren. Auf alternden Blättern entstehen die Teleutosporen.

### Ökologie
Die Erstansteckung von Mais bedingt, dass befallene Sauerkleearten in wenigen Metern Umkreis vorhanden sind. Ein epidemischer Seuchenzug wird durch wiederholt hohe Luftfeuchtigkeit während einiger Stunden pro Tag sowie durch dichten Maisanbau begünstigt. Einzelne Sorten sind anfälliger. Besonders gefährdet sind ihre für die Saatgutproduktion verwendeten Inzuchtlinien.

## Bekämpfung

### Indirekt
In Herdgebieten Zurückdrängen der Zwischenwirte durch gezielte Unkrautbekämpfung in Maisfeldern unter Berücksichtigung der Randstreifen. In Seuchengebieten Verzicht auf anfällige Sorten und deren Saatgutproduktion. Ernterückstände sauber unterpflügen.

### Direkt
Eine chemische Bekämpfung ist möglich, kommt jedoch nur in der Saatmaisproduktion und nur mit spezieller Bewilligung in Frage.